# Servicio Austriaco de la Paz
El Servicio Austríaco de la Paz (en alemán: Friedensdienst) es el sector menor de los tres incorporados por el Servicio Austriaco en el Extranjero. Ofrece la posibilidad de substituir el servicio militar obligatorio por un servicio alternativo de 12 meses en el extranjero. La organización sin fines de lucro fue fundada en 1998 por Andreas Maislinger.
Hoy en día hay cinco organizaciones de cooperación, ofreciendo intermediación a los trabajadores por la
paz austriacos:
- The Alternative Information Center (Israel: AIC, Centro de Información Alternativa): una organización palestina-israelita que disemina información, investigación, y análisis político sobre las sociedades palestinas e israelitas tanto como sobre el conflicto israelí-palestino.
- LAW (Israel): una organización de los derechos humanos.
- Hiroshima Peace Culture Foundation (Japón: Fundación de la Cultura de la Paz): enfocado en abolir armas nucleares y crear paz en el mundo.
- United for Intercultural Action (Holanda: Unidos por la Acción Intercultural): la red más grande de Europa contra nacionalismo, racismo, fascismo y en apoyo de emigrantes y refugiados.
- Nanjing University John Rabe and International Safety Zone Memorial Hall (República Popular China: Nanjing John Rabe University y la sala de memoria de la zona internacional de seguridad)

## Otros sectores del Servicio Austriaco en el Extranjero son
- Servicio Austriaco de la Memoria
- Servicio Social Austriaco

- Datos: Q1086127